# 亚历山大·卡尔平斯基
亚历山大·彼得罗维奇·卡尔平斯基（俄语：Алекса́ндр Петро́вич Карпи́нский；1847年1月7日—1936年7月15日）是俄罗斯/前苏联著名的地质学家、矿物学家暨俄罗斯科学院院长，以及后来的苏联科学院院士（1917年–1936年）。

## 生平
卡尔平斯基出生于彼尔姆省克拉斯诺图林斯克（现今斯维尔德洛夫斯克州克拉斯诺图林斯克）一个乌拉尔山区采矿家庭。
1857年至1866年，他就读于圣彼得堡采矿学校，期间在矿物研究所进修了三年，并于1866年毕业。从1866后到1869年，在乌拉尔家乡做过一段时间的采矿工程师。
1869年他应邀前往圣彼得堡矿业学院担任助理教授，并亦作进一步的学习和研究。1877年被授予教授职位，在那儿他一直呆到1885年。从1885年至1916年期间一直担任帝国矿业研究所主任。1885－1903年任地质委员会主席。1886年任彼得堡俄国科学院研究员，1889年当选为科学院非常任院士，1896年当选为常任院士。1897年，第7届国际地质学大会当选为大会主席。1899－1936年他任俄国（苏联）矿物学会会长、主席。1917－1936年任苏联科学院院长。
他的主要研究是在乌拉尔山区完成的，他完成了第一部俄罗斯欧洲部分地质图。在混乱、掠夺的俄国革命时期，他保存了许多许多宝贵的记录和研究设备。
火化后，他的骨灰瓮被安葬于莫斯科克里姆林宫红场墓园中，也是安葬于此的最年长（按出生日算）之人。

## 著作
- 《俄罗斯欧洲部分以往地质时期的自然地理概况》；
- 《俄罗斯欧洲部分地壳变化的总体特征》。

## 命名和荣誉
- 卡尔平斯基矿石；
- 月球上的卡尔平斯基环形山；
- 千岛群岛中幌筵岛上的卡尔平斯基火山群；
- 俄罗斯极北区北地群岛中十月革命岛上的卡尔平斯基山；
- 位于俄罗斯秋明州和科米共和国之间高约1878米的卡尔平斯基山；
- 乌拉尔山脉东侧斯维尔德洛夫斯克州卡尔平斯克镇
- 俄罗斯卡尔平斯基地质研究所[3]
- 1947年（诞辰一百周年）苏联科学院创建了授予“地质领域杰出贡献者”的卡尔平斯基金奖。

## 图集

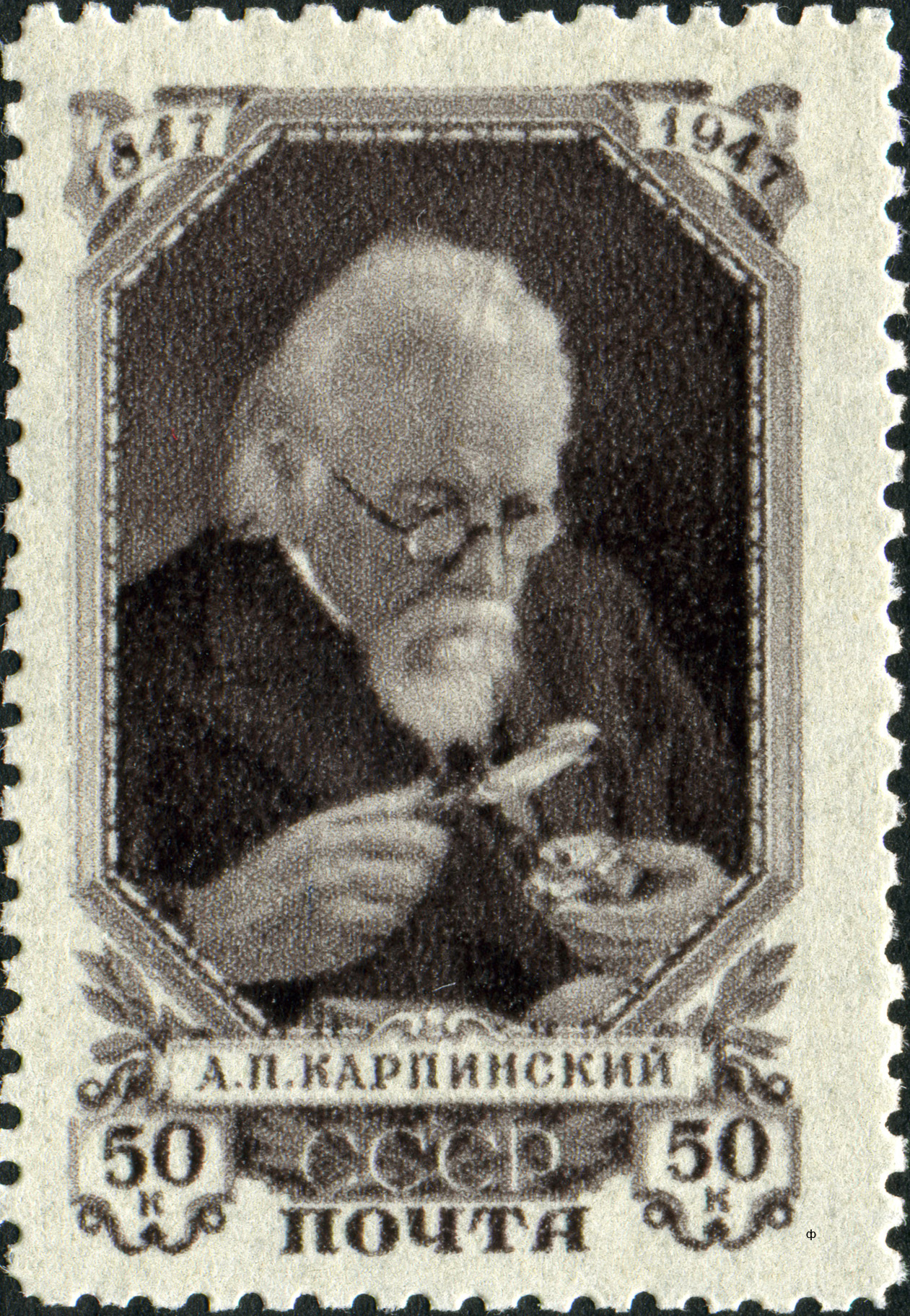
1947年苏联发行的卡尔平斯基正在查看矿石肖像的邮票
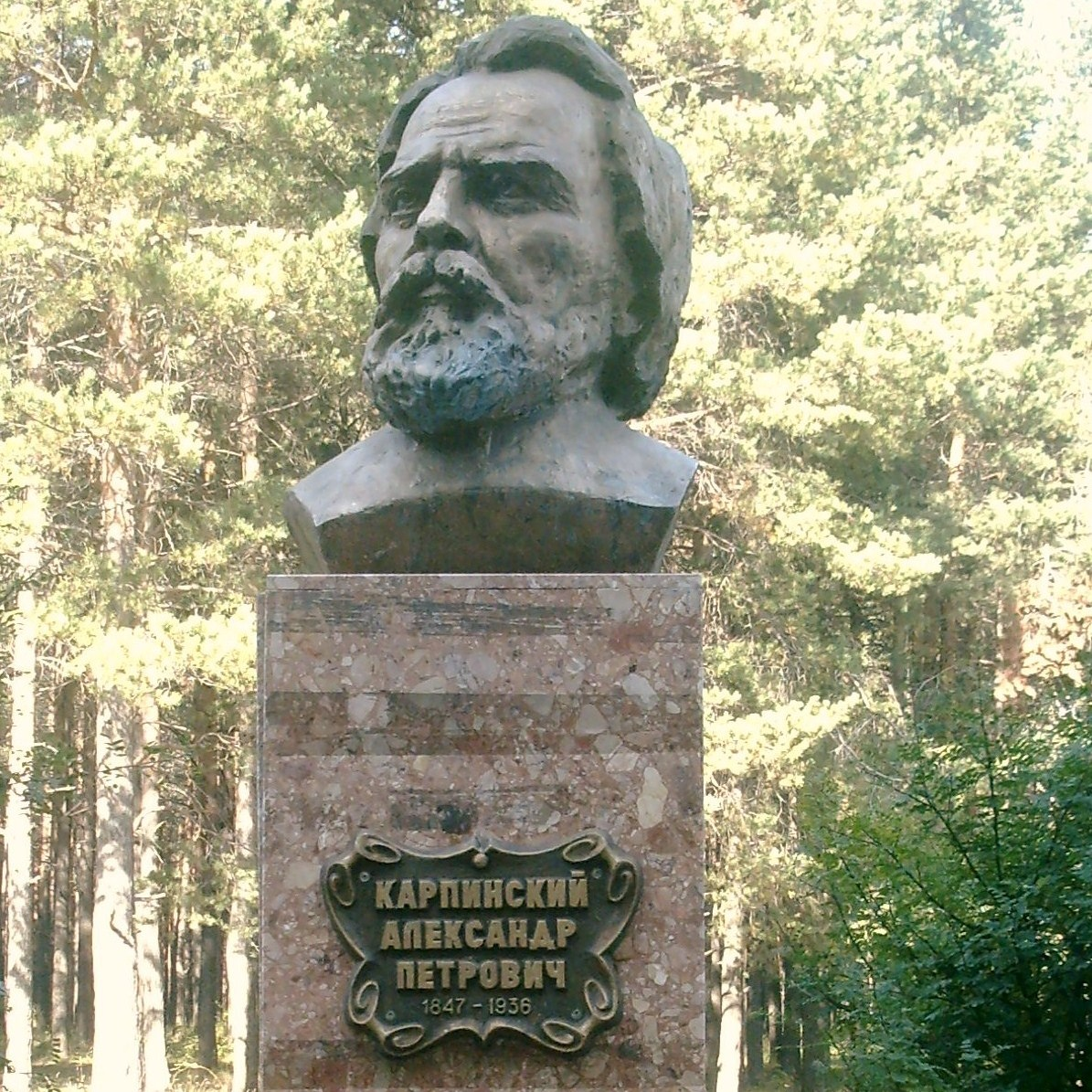
斯维尔德洛夫斯克州卡尔平斯基纪念碑
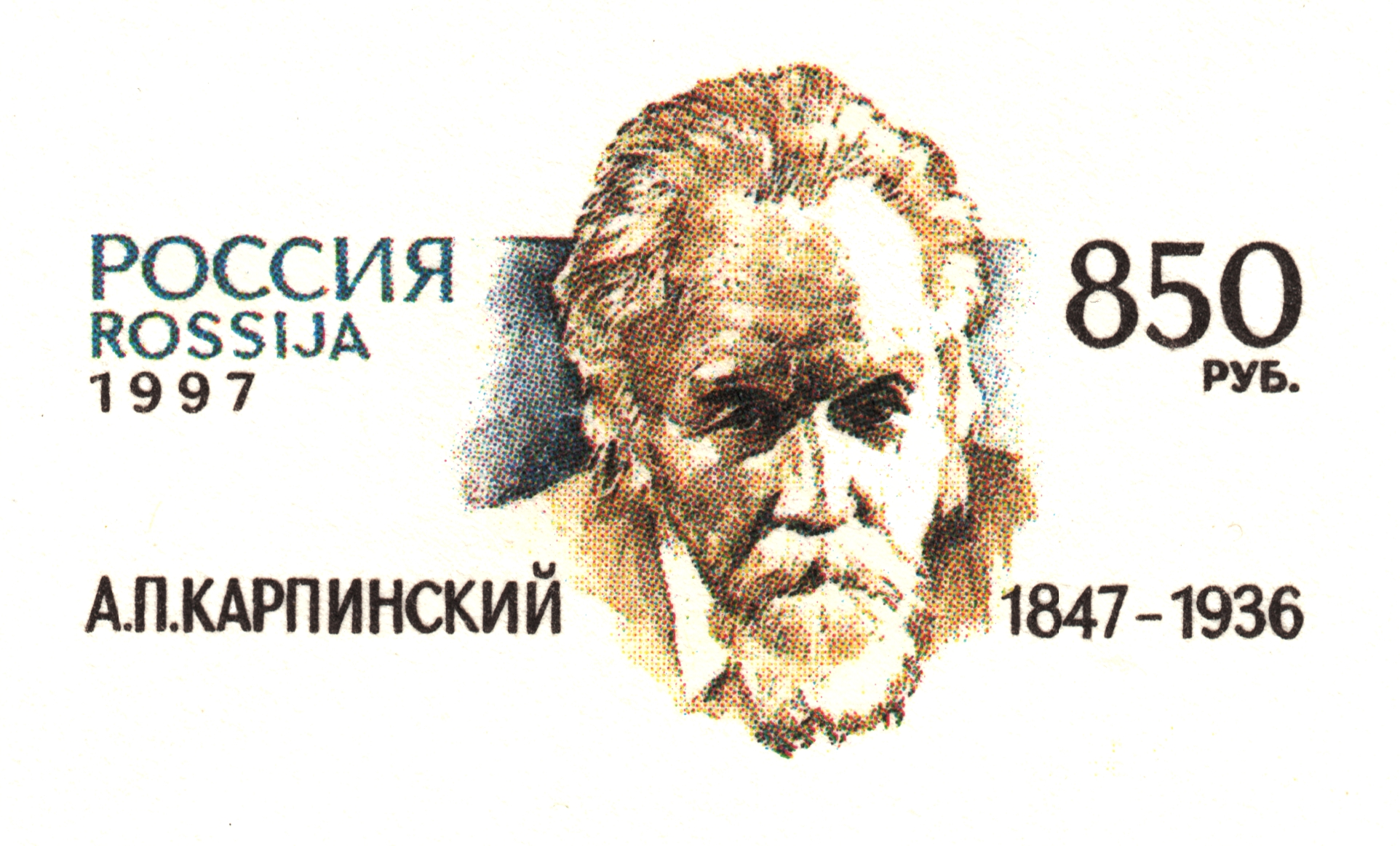
1997年苏联邮票

| 學術機關職務                       | 學術機關職務                          | 學術機關職務                            |
| ---------------------------------- | ------------------------------------- | --------------------------------------- |
| 前任： 康斯坦丁·康斯坦丁诺维奇大公 | 俄罗斯科学院/苏联科学院院长 1917–1936 | 繼任： 弗拉基米尔·列昂季耶维奇·科马罗夫 |